# Adalberto Martínez Flores

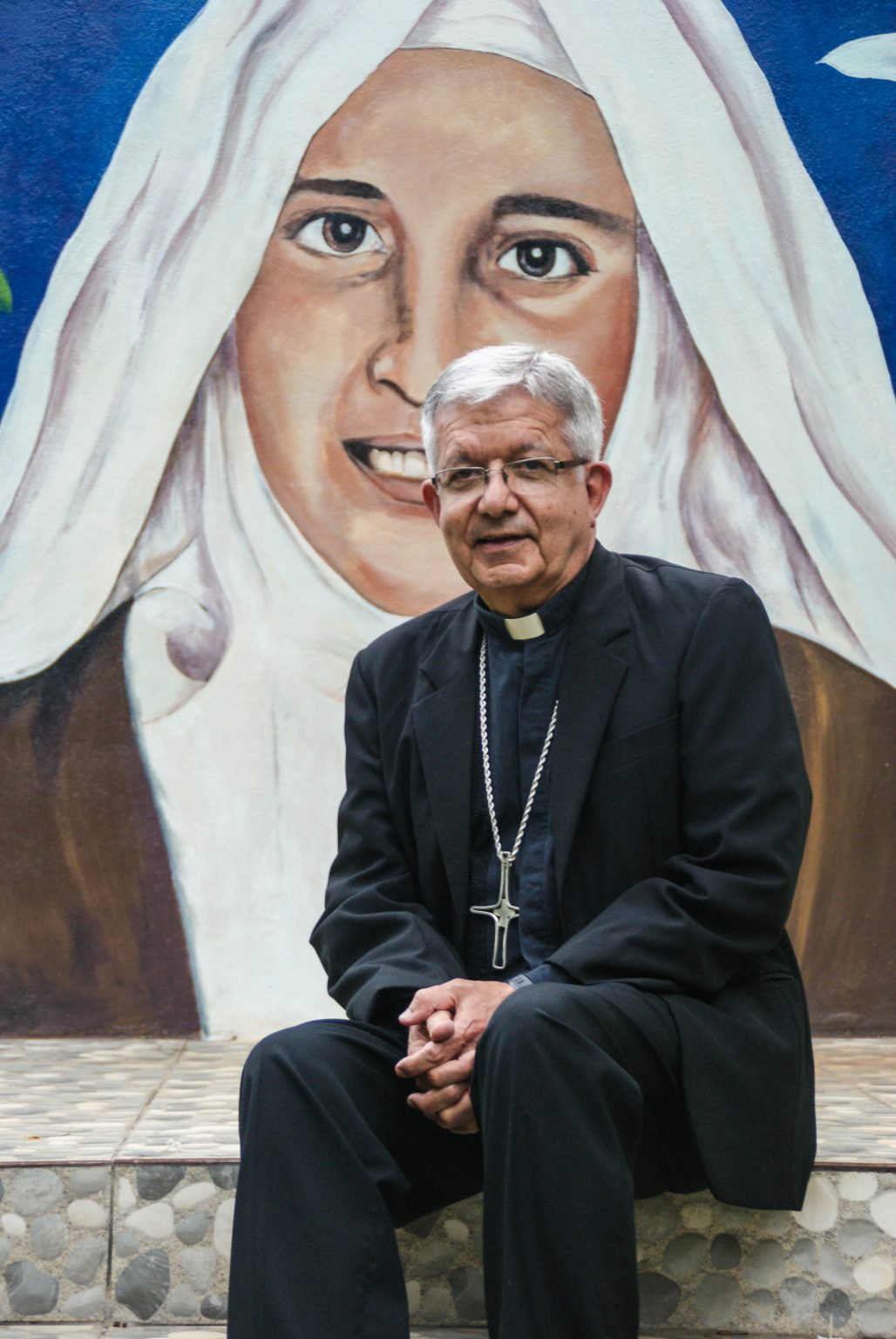
Bischof Adalberto Martínez Flores (2021)

Kardinalswappen (seit 2022)

Adalberto Kardinal Martínez Flores (* 8. Juli 1951 in Asunción) ist ein paraguayischer Geistlicher und römisch-katholischer Erzbischof von Asunción.

## Leben
Der Koadjutorbischof von Saint Thomas, Seán Patrick O’Malley OFMCap, spendete ihm am 7. April 1985 die Diakonen und am 24. August 1985 die Priesterweihe für das Bistum Saint Thomas. 1993 wurde er in den Klerus des Erzbistums Asunción inkardiniert.
Papst Johannes Paul II. ernannte ihn am 14. August 1997 zum Weihbischof in Asunción und Titularbischof von Tatilti. Die Bischofsweihe spendete ihm der Erzbischof von Asunción, Felipe Santiago Benítez Ávalos, am 8. November desselben Jahres; Mitkonsekratoren waren Sean Patrick O’Malley OFMCap, Bischof von Fall River, und Elliot Griffin Thomas, Bischof von Saint Thomas.
Am 18. Mai 2000 wurde er zum Bischof von San Lorenzo ernannt. Papst Benedikt XVI. ernannte ihn am 19. Februar 2007 zum Bischof von San Pedro. Am 14. März 2012 wurde er zum  Militärbischof von Paraguay ernannt.
Papst Franziskus ernannte ihn am 23. Juni 2018 zum Bischof von Villarrica del Espíritu Santo. Das Militärordinariat verwaltet er während der Sedisvakanz weiter als Apostolischer Administrator. Ebenfalls 2018 wurde Martínez zum Vorsitzenden der Bischofskonferenz von Paraguay gewählt.
Am 17. Februar 2022 ernannte ihn Papst Franziskus zum Erzbischof von Asunción. Die Amtseinführung fand am 6. März desselben Jahres statt.
Im Konsistorium vom 27. August 2022 nahm ihn Papst Franziskus als Kardinalpriester mit der Titelkirche San Giovanni a Porta Latina in das Kardinalskollegium auf. Die Besitzergreifung seiner Titelkirche fand am 7. Dezember 2022 statt.
Am 7. Oktober 2022 berief ihn Papst Franziskus zudem zum Mitglied der Päpstlichen Kommission für Lateinamerika.